# Pișceane, Stanîcino-Luhanske
Pișceane (în ucraineană Піщане) este un sat în comuna Nîjno-Teple din raionul Stanîcino-Luhanske, regiunea Luhansk, Ucraina.

## Demografie
Componența lingvistică a localității Pișceane
     Rusă (95%)
     Ucraineană (5%)
Conform recensământului din 2001, majoritatea populației localității Pișceane era vorbitoare de rusă (95%), existând în minoritate și vorbitori de ucraineană (5%).